# Tabanlıoğlu Architects
Tabanlıoğlu Architects (тур. Tabanlıoğlu Mimarlık) — архітектурна компанія зі Стамбула. Ключові архітектори: Мурат Табанлиоглу, Мелкан Табанлиоглу та Оздем Гюрсель.

## Історія
Перший період історії компанії тривав з 1956 по 1990 рік, проектами займався турецький архітектор Хаяті Табанлиоглу.
В 1990 році син Хаяті Табанлиоглу — Мурат Табанлиоглу доєднався до співпраці з батьком і вони разом заснували архітектурне бюро Tabanlıoğlu Architects, яке надавало більш широкий спектр послуг та розширило зони своєї діяльності. Станом на 2019 рік офіси компанії представлені в Стамбулі (Туреччина), Нью-Йорку (США), Берліні (Німеччина), Лондоні (Велика Британія), Дубаї (ОАЕ) та Досі (Катар). Штат бюро налічував понад 150 співробітників (2019 р.).
Багато з проектів, розроблених бюро Tabanlıoğlu Architects, стали лауреатами відомих міжнародних конкурсів у галузі архітектури. Наприклад, проекти ЖК Loft Gardens і Міжнародного аеропорту Бодрума отримали нагороди в премії RIBA International Awards в 2011 і 2013 роках, а Державна бібліотека Beyazit стала фіналістом конкурсів Mies Van Der Rohe Awards в 2017 році й Aga Khan Architecture Awards в 2019 році.

## Перелік основних проектів

### Культурні центри
- 1977: Культурний центр Ататюрка, Стамбул, Туреччина
- 2004: Стамбульський музей сучасного мистецтва, Стамбул, Туреччина[4]

### Хмарочоси
- 2011: Istanbul Sapphire, Стамбул, Туреччина

### Торгові центри
- 1986: Galleria Ataköy, Стамбул, Туреччина
- 2006: Торговий центр Kanyon, Стамбул, Туреччина (з Jerde Partnership)[5]

### Спорт
- 2009: Астана Арена, Нур-Султан, Казахстан[6]

### Транспортні об'єкти
- 1984: Міжнародний аеропорт Ататюрк, Стамбул, Туреччина
- 1998: Аеропорт Міляс-Бодрум, Бодрум, Туреччина
- 2017: Астана Нурли Жол, Астана, Казахстан

## Нагороди
- 2011: Міжнародна премія RIBA (з Loft Gardens)

## Галерея

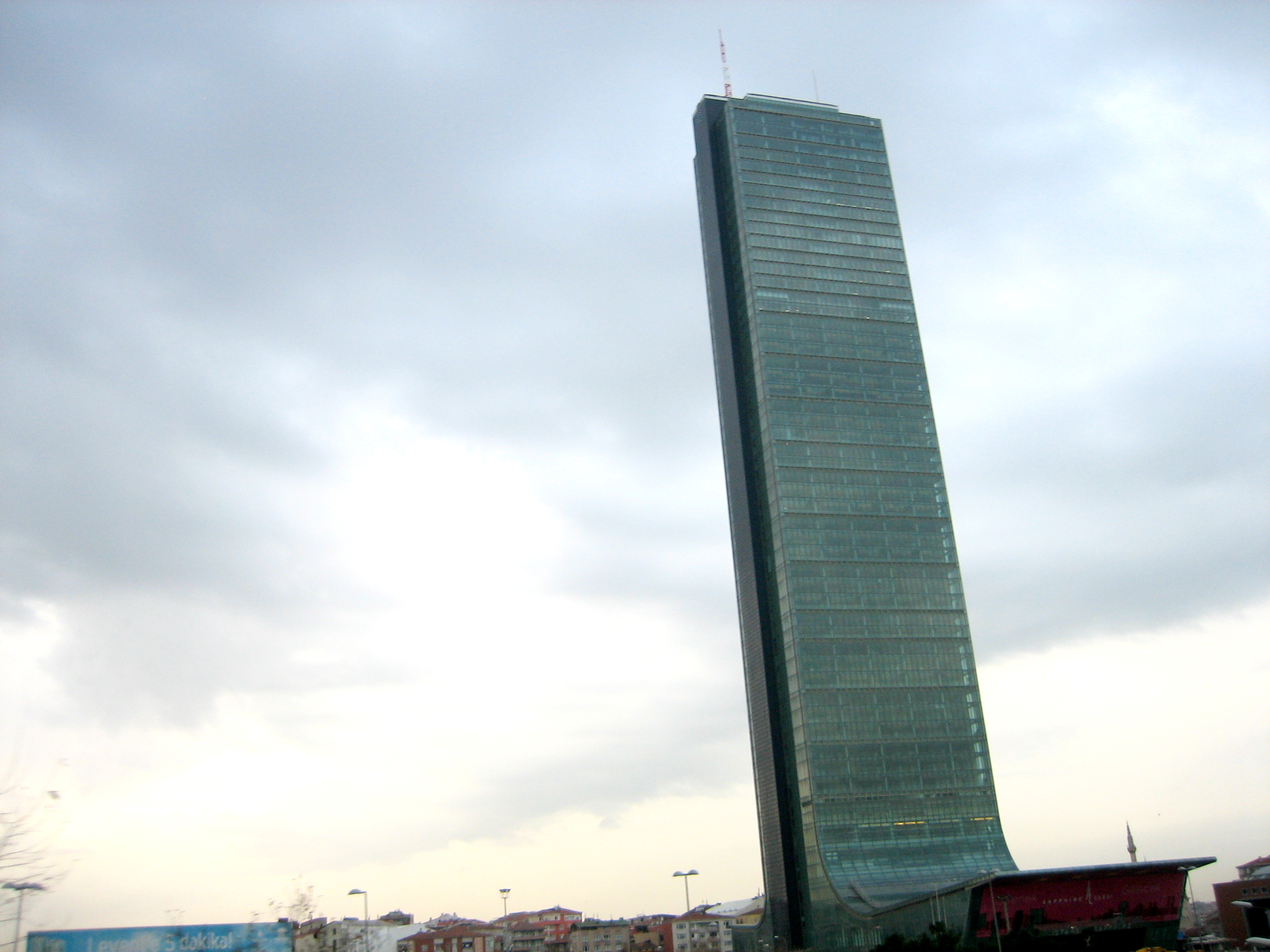
Розроблений архітекторами Tabanlıoğlu Architects, Стамбульський сапфір (2006–2011) на сьогодні є найвищою будівлею в Туреччині та четвертою у Європі.
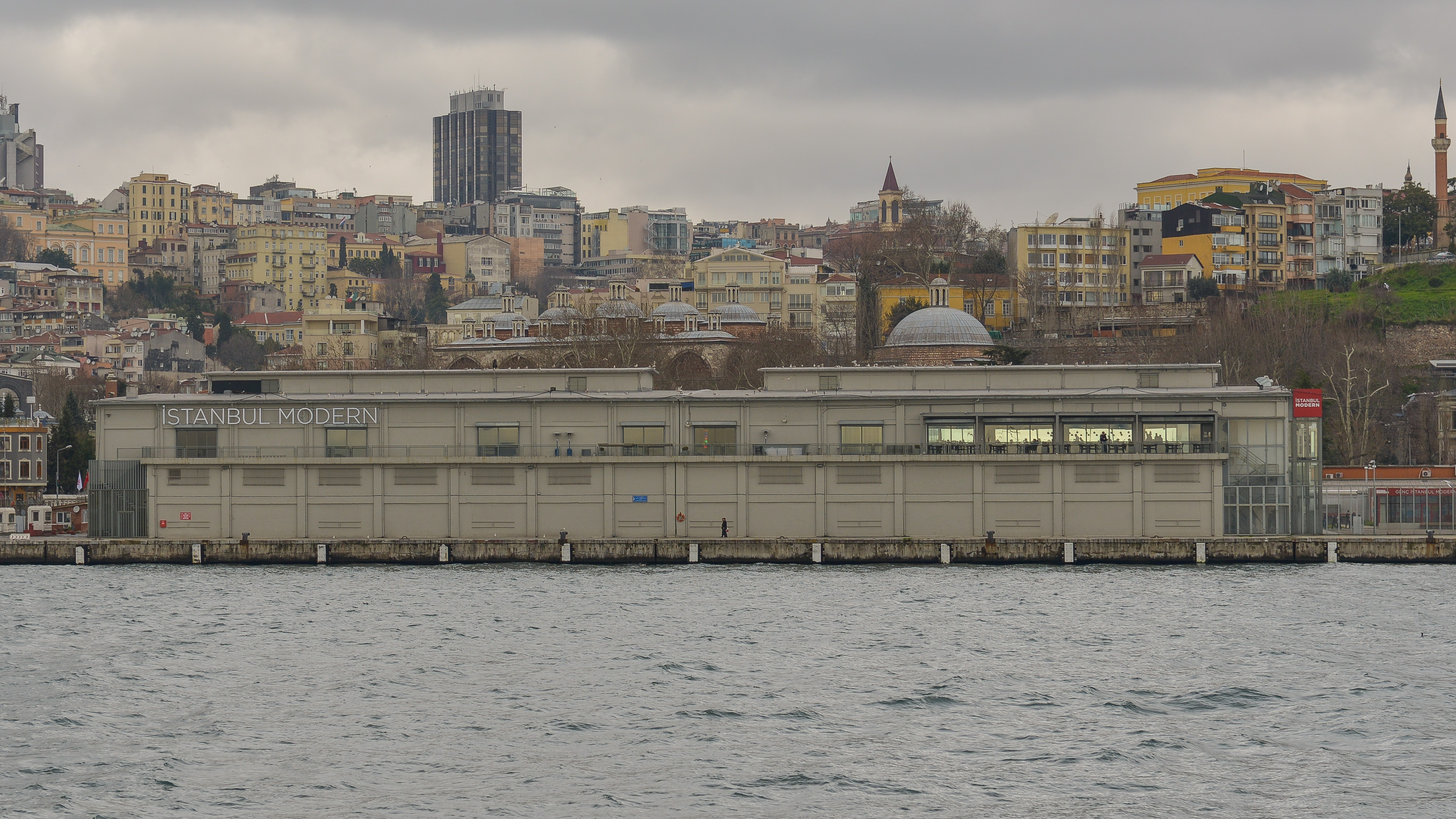
İstanbul Modern (2004) - перший музей сучасного мистецтва в Туреччині. [4] Спочатку це була складська будівля на Босфорі.
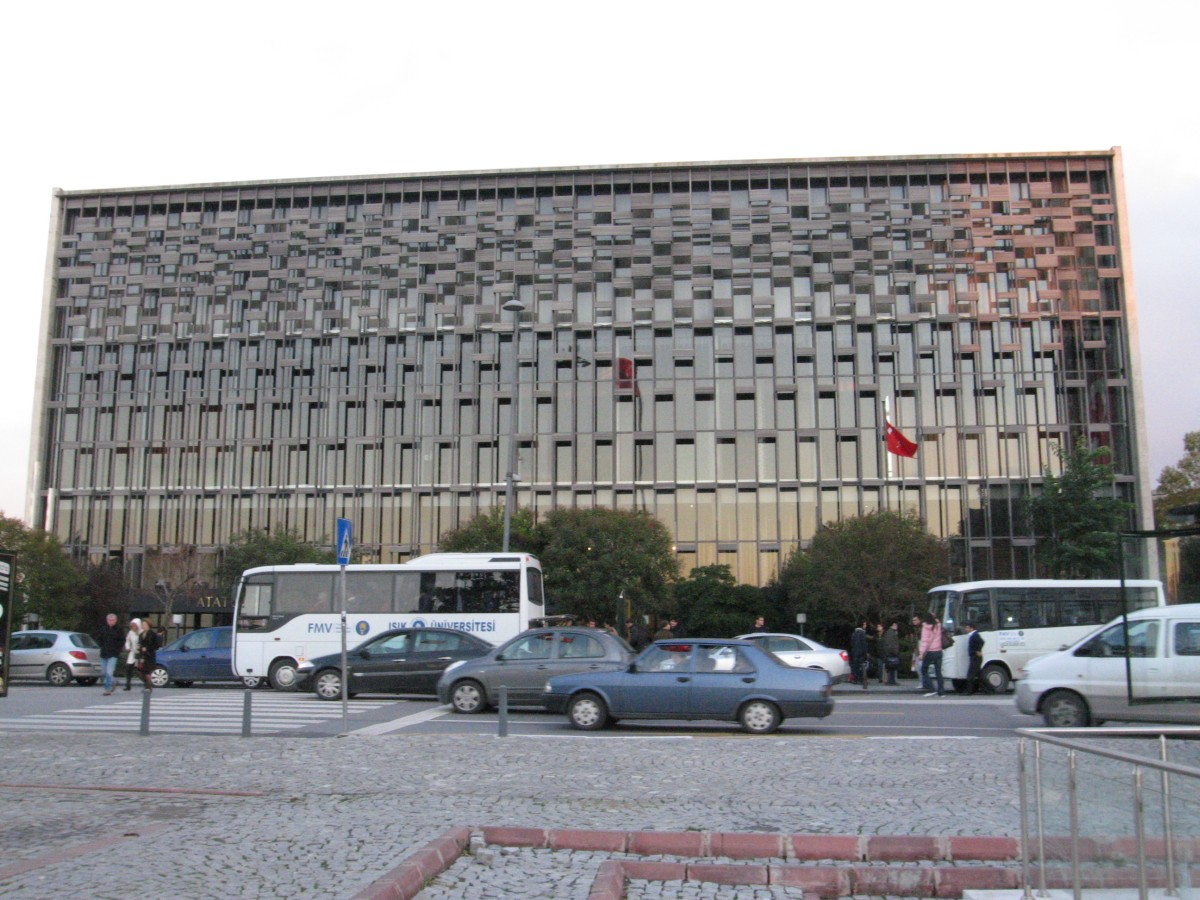
Культурний центр Ататюрка (1969–1977) на площі Таксим вважається важливим зразком турецької архітектури 1960-х років.